# Aristodemo (figlio di Plistoanatte)
Aristodemo (fl. V secolo a.C.) è stato un militare spartano, membro della nobiltà, nonché allievo del celebre Lisandro, vincitore della Guerra del Peloponneso.
Dopo la morte del "mentore" nella battaglia di Aliarto e la conseguente cacciata di Pausania, a causa del suo ritardo, Agesilao II, lo mise a capo di un esercito, con il quale sconfisse l'alleanza formata da Tebe, Corinto, Argo e Atene nella battaglia di Nemea.